# 기댓값
확률론에서 확률 변수의 기댓값(期待값, 영어: expected value,{\displaystyle \operatorname {E} })은 각 사건이 벌어졌을 때의 이득과 그 사건이 벌어질 확률을 곱한 것을 전체 사건에 대해 합한 값이다. 이것은 어떤 확률적 사건에 대한 평균의 의미로 생각할 수 있다. 이 경우 '모 평균'으로 다룰수있다.
모 평균(population mean) μ는 모 집단의 평균이다. 모두 더한 후 전체 데이터 수 n으로 나눈다. 확률 변수의 기댓값이다.

## 정의
확률공간 {\displaystyle (P,{\mathcal {P}},\mu )} 위의 실수값 확률 변수 {\displaystyle X\colon P\to \mathbb {R} }의 기댓값 {\displaystyle \operatorname {E} [X]}은 그 르베그 적분이다.
{\displaystyle \operatorname {E} [X]=\int _{P}X\,d\mu }
예를 들어,  이산 확률 변수일 경우에는 다음과 같다.
{\displaystyle \operatorname {E} [X]=\sum _{i}p_{i}x_{i}}
여기서 {\displaystyle x_{i}}는 가능한 모든 사건, {\displaystyle p(x_{i})}는 {\displaystyle x_{i}} 사건이 일어날 확률을 의미한다. 연속 확률 변수일 경우에는 다음과 같다.
{\displaystyle \operatorname {E} [X]=\int _{-\infty }^{\infty }xf(x)\ \operatorname {d} x}
이 때 {\displaystyle f(x)}는 확률밀도함수를 나타낸다.

## 성질

### 선형성
기댓값은 선형 연산자이다. 즉 다음이 성립한다.
{\displaystyle \operatorname {E} (X+Y)=\operatorname {E} (X)+\operatorname {E} (Y)} (가산성)
{\displaystyle \operatorname {E} (cX)=c\operatorname {E} (X)} (동차성)

## 예
예를 들어, 주사위를 한 번 던졌을 때, 각 눈의 값이 나올 확률은 1/6이고, 주사위값의 기댓값은 각 눈의 값에 그 확률을 곱한 값의 합인
{\displaystyle 1\cdot {\frac {1}{6}}+2\cdot {\frac {1}{6}}+3\cdot {\frac {1}{6}}+4\cdot {\frac {1}{6}}+5\cdot {\frac {1}{6}}+6\cdot {\frac {1}{6}}=3.5}
가 된다.

## 같이 보기
- 기대효용가설
- 표준오차